# 강진군도서관
강진군도서관은 전라남도 강진군 소재의 군립 도서관이다.

## 연혁
- 2010. 4. 8. 9개 마을도서관 개관
- 2007. 5. 7. "강진군도서관"으로 변경 (조례개정)
- 1965. 1. 12. 강진군립도서관 개관

## 시설현황
본관
- 3층: 문화교실
- 2층: 시청각실, 디지털자료실
- 1층: 종합 및 아동자료실

별관
- 3층: 청소년열람실
- 2층: 청소년, 일반실, 24시간열린방
- 1층: 아동자료실

## 이용 안내
휴관일
- 관공서의 공휴일에 관한 규정에 정하는 공휴일: 1월 1일(신정), 설 연휴, 3월 1일(3.1절), 5월 5일(어린이날), 음력 4월 8일(석가탄신일), 6월 6일(현충일), 8월 15일(광복절), 추석 연휴, 10월 3일(개천절), 10월 9일(한글날), 12월 25일(성탄절)
- 개관기념일(1월 12일) 및 기타 부득이한 사유로 인하여 도서관장이 필요하다고 인정한 날
- 매주 토요일, 일요일은 디지털자료실 휴무